# Israel Shahak
Israel Shahak (hebrejsky ישראל שחק‎; 28. dubna 1933 Varšava – 2. července 2001 Jeruzalém), rodným jménem Israel Himmelstaub, byl izraelský profesor chemie na Hebrejské univerzitě v Jeruzalémě. Věnoval se především organické chemii a přispěl k výzkumu rakoviny.
Israel Shahak přežil holokaust za druhé světové války a stal se z něj obhájce občanských práv a aktivista ve prospěch Židů, ale i ne-Židů. V letech 1970–90 stál v čele Izraelské ligy pro lidská a občanská práva a byl veřejným kritikem politiky izraelských vlád. Přijal filozofii Barucha Spinozy - jeho osvícenství, racionalismus a liberalismus.
Některé Shahakovy práce o judaismu se staly kontroverzními především v Izraeli, zejména knihy Jewish History, Jewish Religion: The Weight of Three Thousand Years (1994) a Jewish Fundamentalism in Israel (Pluto Middle Eastern Series) (1999). V roce 2004 řekl americký historik Norton Mezvinsky o židovském fundamentalismu popisovaném v Shahakově knize toto: Uvědomujeme si, že kritikou židovského fundamentalismu kritizujeme část minulosti, kterou milujeme. Přáli bychom si, aby členové každého lidského uskupení kritizovali svou vlastní minulost, ještě než budou kritizovat ostatní.

## Mládí a studia

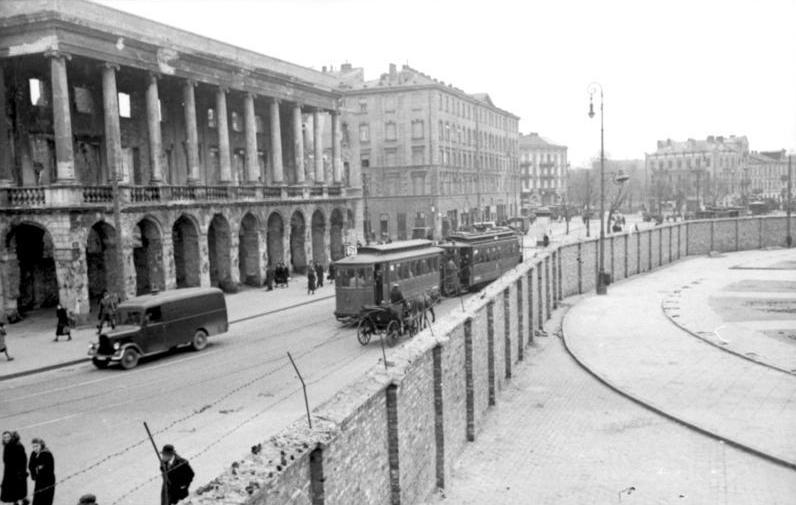
Zeď kolem varšavského ghetta

Israel Shahak se narodil jako Israel Himmelstaub v roce 1933 ve Varšavě v Polsku. Byl nejmladším dítětem v kultivované sionistické rodině aškenázských Židů. Během druhé světové války byla rodina umístěna ve varšavském ghettu, odkud jeho starší bratr utekl do Velké Británie, kde vstoupil do Royal Air Force. V roce 1943 poslali nacisté Shahakovu rodinu do koncentračního tábora Poniatowa, západně od Lublinu, kde jeho otec zemřel. Tehdy desetiletý chlapec Israel a jeho matka z tohoto tábora utekli, nacisté je však chytili a uvěznili v koncentračním táboře Bergen-Belsen. Tam přežili 2 roky do osvobozeni britskou armádou v roce 1945.
Po válce se matce a synovi podařilo emigrovat do britského mandátu v Palestině. Dvanáctiletý Israel pracoval, studoval a podporoval svou matku, jejíž zdraví se velmi zhoršovalo. Po náboženském židovském vzdělání na internátní škole ve vesnici Kfar Chassidim Bet se Israel a jeho matka přestěhovali do Tel Avivu. Po absolvování střední školy sloužil Shahak v Izraelských obranných silách (IDF). Po vojenské službě dokončil studia a získal doktorát z chemie na Hebrejské univerzitě v Jeruzalémě.

## Vědecká kariéra

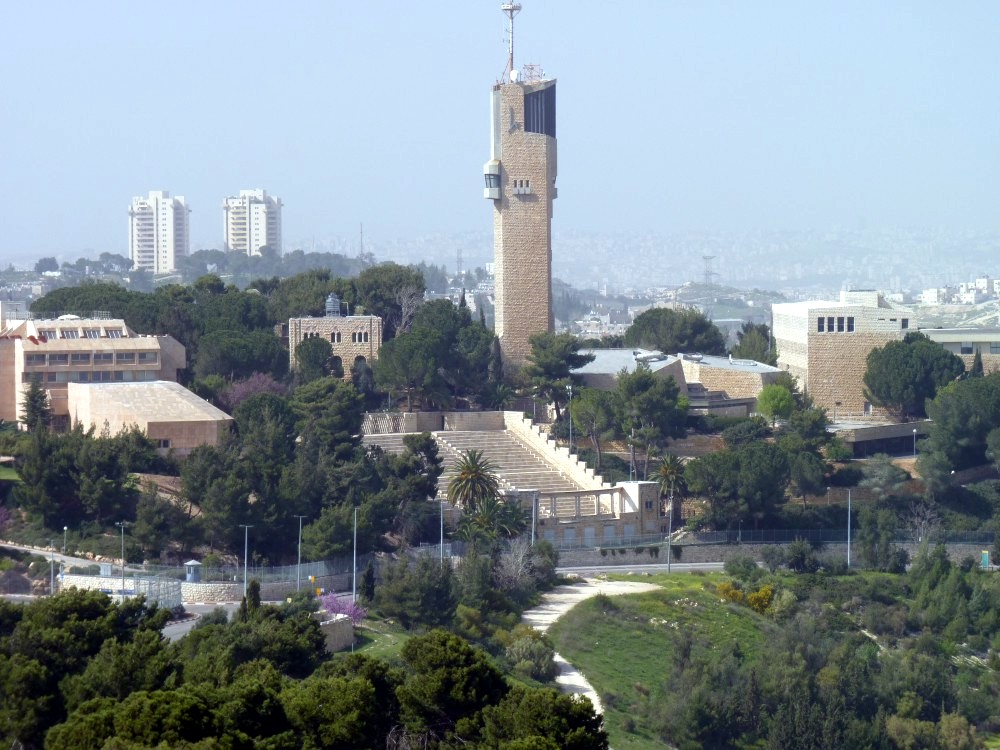
Hebrejská univerzita v Jeruzalémě

Jako vědec se Shahak věnoval organické chemii, především organickým sloučeninám s prvkem fluorem (F). Přispěl také k výzkumu rakoviny. Za svou práci v této oblasti získal Shahak mezinárodní reputaci a stal se asistentem izraelského jaderného fyzika Ernsta Davida Bergmanna, který zásadně přispěl výzkumu fluorové chemie a od roku 1952 byl předsedou Izraelské komise pro atomovou energii (IAEC). V roce 1961 Shahak pokračoval v postdoktorandském studiu na Stanfordově univerzitě v USA. V roce 1963 se vrátil do Izraele, kde se stal populárním přednášejícím a výzkumníkem na chemické fakultě na Hebrejské univerzitě. Studenti jej opakovaně zvolili nejlepším učitelem a za své akademické výkony obdržel několik cen.
V roce 1990 odešel z fakulty Hebrejské univerzity kvůli onemocnění cukrovkou. Chtěl se také věnovat práci v jiných oblastech. V roce 2001 ve věku 68 let zemřel na komplikace spojené s cukrovkou a byl pohřben na hřbitově Givat Šaul v Jeruzalémě.

## Politická kariéra

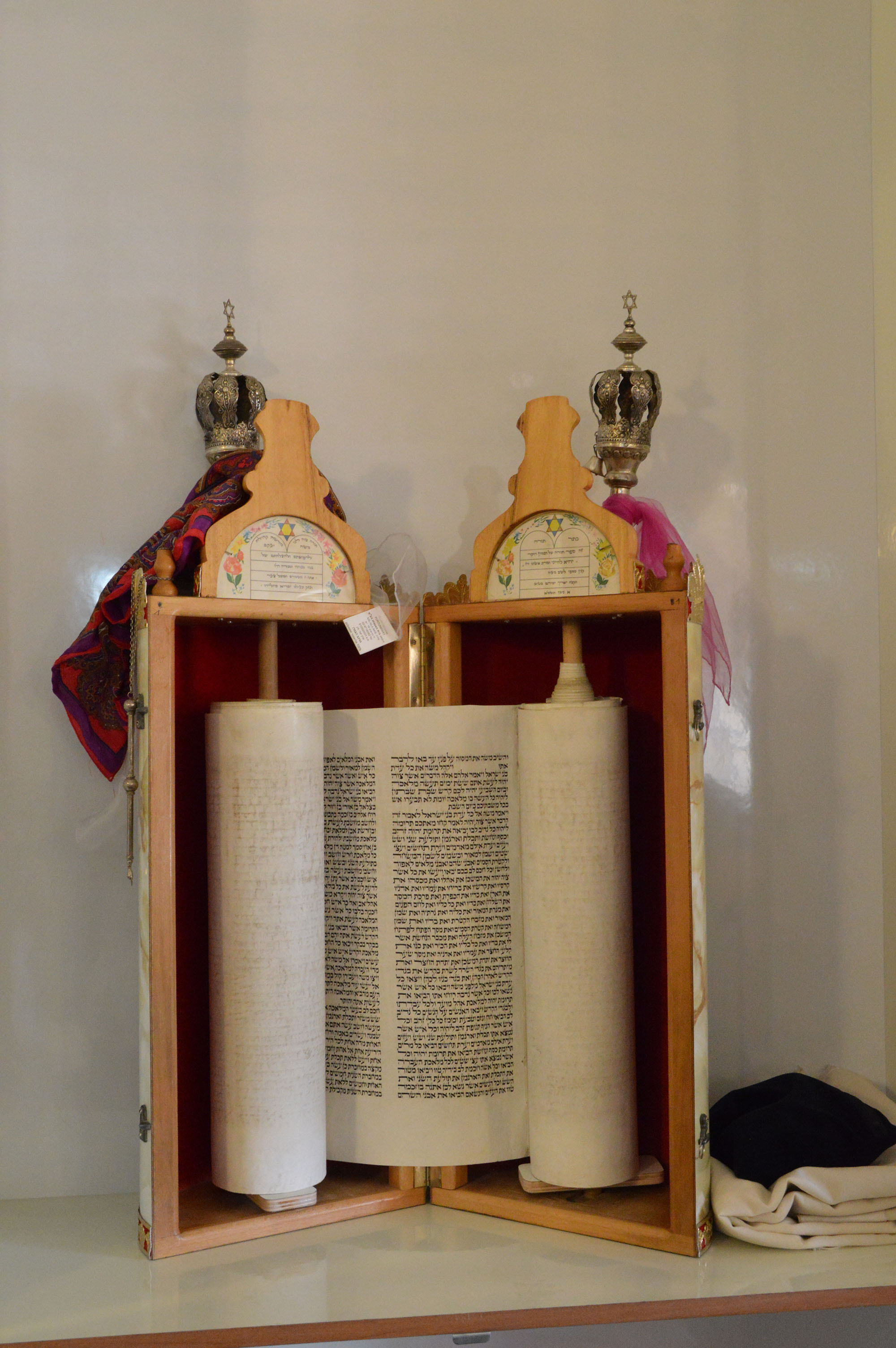
Tora, část hebrejské bible, která patří mezi základní texty judaismu.

Na konci 50. let se Shahak začal politicky angažovat. Zamýšlel se nad tím, jak politika sionismu a praktiky státu Izrael vedou k utrpení Palestinců, kteří přišli o Západní břehy Jordánu a pásmo Gazy. Podle něj trpělo i mnoho nežidovských obyvatel, kteří neopustili zemi po vyhnání v roce 1948 a stali se občany Izraele. To ho přivedlo k systematickému studiu povahy státu Izrael a jeho historie.
V roce 1960 vstoupil do izraelské Ligy proti náboženskému nátlaku a v roce 1965 začal bojovat proti klasickému judaismu a sionismu. Odstartoval tak dlouhotrvající debatu o náboženských a kulturních postojích ortodoxního judaismu k ne-Židům.

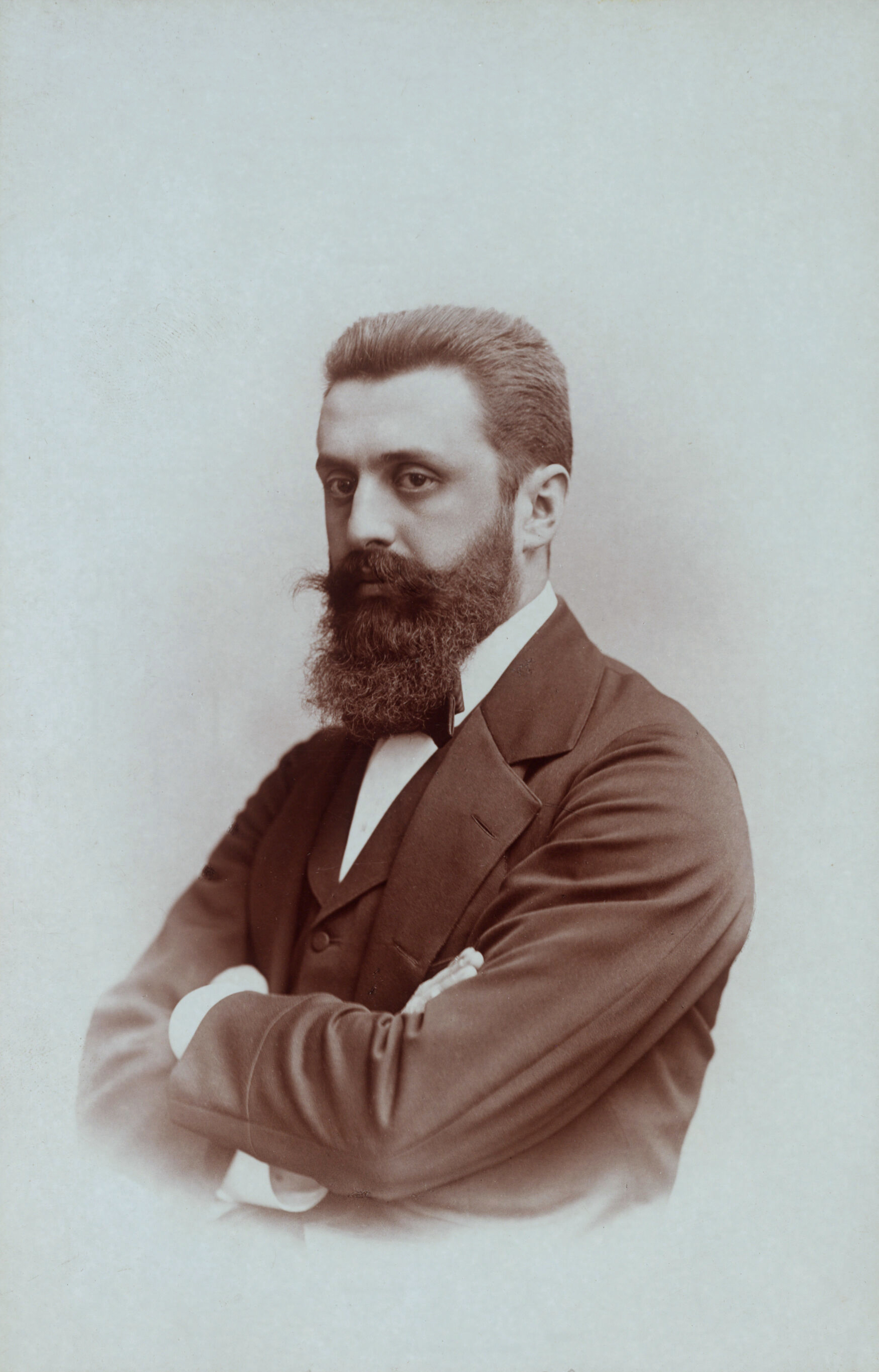
Theodor Herzl, zakladatel moderního sionistického hnutí. Již v roce1896 předpověděl založení nezávislého židovského státu.

V roce 1970 vstoupil do Izraelské ligy pro lidská a občanská práva a brzy se stal jejím předsedou. Tato organizace byla složená z židovských a arabských občanů Izraele. Protestovala proti restriktivní politice Izraele vůči Palestincům a poskytovala jim právní pomoc. Někteří osadníci ve městě Hebron na Západním břehu Jordánu ho tak nenáviděli, že v roce 1971 nechali jeho vůz pomalovat nápisem Dr. Shahak To The Gallows (Dr. Shahak na šibenici).
V roce 1970 Shahak založil Výbor proti administrativnímu zadržování, aby se formálně postavil proti věznění politicky aktivních palestinských studentů formou administrativní vazby schválené zákony o výjimečném stavu.
Shahak překládal do angličtiny hebrejské reportáže o ilegálních a nespravedlivých akcích izraelské vlády proti nežidovským občanům Izraele a posílal je židovské komunitě v USA. Chování státu Izrael vůči svým arabským sousedům považoval za ignoraci lidských práv arabských národů. Sionismus označoval za režim založený na strukturální diskriminaci a rasismu. Napsal knihu Antisionismus: Analytické úvahy (1988), kde popsal sionismus jako zrcadlový obraz antisemitismu.
Shahak byl také aktivní v protestech proti veřejnému pálení křesťanských knih, ke kterému došlo v roce 1980 v Jeruzalémě. Veřejné spálení stovky výtisků Nového zákona tehdy obřadně provedla náboženská organizace Jad le-akhim, která byla v té době příjemcem dotací od ministerstva náboženství Izraele.

## Publikace
- Israel Shahak, (ed.), The Non-Jew in the Jewish State; a collection of Documents, Jerusalem, 1975
- Israel Shahak (ed), Begin & Co as they really are, Glasgow 1977
- Israel Shahak and Noam Chomsky, Israel's Global Role: Weapons for Repression (Studies in Geophysical Optics and Remote Sensing), Association of Arab-American University Graduates, Inc., 1982, ISBN 0-937694-51-7
- Israel Shahak, Israel's Global Role: Weapons for Repression (Special Reports, No. 4), Association of Arab-American University Graduates, 1982, paperback
- Israel Shahak, (ed.), The Zionist Plan for the Middle East (a translation of Oded Yinon's "A Strategy for Israel in the Nineteen Eighties" or the "Yinon Plan", Association of Arab-American University Graduates, Inc., 1982, ISBN 0-937694-56-8
- Israel Shahak, Jewish History, Jewish Religion: The Weight of Three Thousand Years: Pluto Press, Londýn, 1994, ISBN 978-0-7453-0819-7; Pluto Press, Londýn, 2008, ISBN 978-0-7453-2840-9
- Israel Shahak, Open Secrets: Israeli Foreign and Nuclear Policies, Pluto Press, London, 1997
- Israel Shahak and Norton Mezvinsky, Jewish Fundamentalism in Israel (Pluto Middle Eastern Series), Pluto Press (UK), October 1999, hardcover, 176 pages, ISBN 0-7453-1281-0; trade paperback, Pluto Press, (UK), October 1999, ISBN 0-7453-1276-4; 2nd edition with new introduction by Norton Mezvinsky, trade paperback July 2004, 224 pages